# Các sắc tộc German
Các sắc tộc German (hay Giéc-manh, phiên âm từ Germain trong tiếng Pháp; có gốc từ Germanus/Germani tiếng Latinh) là nhóm các sắc dân được các tác gia Hy Lạp và La Mã cổ đại ghi chép lại đầu tiên. Các sắc tộc này nói các ngôn ngữ German (thuộc ngữ hệ Ấn-Âu) và nguồn gốc từ Bắc Âu: phía đông sông Rhein và sông Danub, bên ngoài Biên thành La Mã (Limes Romanus) cổ đại. Trong Giai đoạn Di cư, các sắc tộc này bành trướng khắp châu Âu.

## Tên gọi
Thủy tổ người German sống ở Nam Thụy Điển, Đan Mạch, vùng Schlewig-Holstein, ở vùng đồng bằng thuộc phương Bắc nước Đức giữa lưu vực sông Weser và cửa sông Ode.
Trong thời kỳ đồ đồng khoảng năm 1500 tới 500 trước công nguyên hình thành một cộng đồng các tộc người German có những tập tục và vóc dáng khác hẳn người người Illyria, người Celt, người Slav. Trong số các tộc người German có người Frank, người Alamanni, người Sachsen, người Thüringen, người Goth, người Vandal, người Langobard v.v. Người German được chia thành ba nhóm theo địa hình cư trú: người German phương Bắc ở bán đảo Scandinavia và Đan Mạch, người German phương Tây ở lưu vực giữa các sông Rhein, Elbe, Donau, người German phương Đông ở lưu vực sông Elbe và Weichsel.
Từ năm 500 trước Công nguyên, các tộc người German tràn dần xuống phương Nam và sang phía tây. Người La Mã gọi vùng đất các tộc người German sống ở lưu vực giữa các sông Rhein, sông Elbe, và sông Donau là Germania. Vùng đất Ostfränkisch (Đông Franconia) dưới triều đại vua Otto I đại đế (936-973) thuộc nước Đức ngày nay.

## Lịch sử
Thời tiền sử, người German sống ở các vùng lãnh thổ được gọi là Germania (tiếng Latinh), Thule (Θούλη - Thoulē trong tiếng Hy Lạp, với nghĩa có lẽ là Scandinavia hoặc miền Bắc nước Đức), hay ven bờ Biển Đen (xem bài người Goth).
Bắt đầu vào khoảng năm 1800 trước Công nguyên từ Văn hóa Gốm dây ở đồng bằng Bắc Đức, các dân tộc German bành trướng vào phía nam Scandinavia và hướng tới sông Vistula trong thời kì đồ đồng Bắc Âu, tới hạ lưu Danube vào khoảng năm 200 TCN 
Trong thế kỷ thứ 2 trước Công nguyên, Người Teuton và người Cimbri đã giao chiến với La Mã. Vào thời Julius Caesar, một nhóm người German dưới sự lãnh đạo của vị tù trưởng người Suebi Ariovistus đã bành trướng vào Gaul, cho đến khi họ bị chặn lại bởi Caesar ở trận Vosges. Những nỗ lực tiếp theo của Hoàng đế Augustus để sáp nhập vùng lãnh thổ phía đông của sông Rhine đã bị từ bỏ, sau khi Arminius tiêu diệt ba quân đoàn La Mã ở trận chiến rừng Teutoburg trong năm 9. Vào lúc đó, những người lính German đã được tuyển mộ một cách ồ ạt vào quân đội La Mã, đặc biệt là trở thành các cận vệ cá nhân của Hoàng đế La Mã. Ở phía đông, các bộ lạc Đông German đã di cư từ Scandinavia đến hạ lưu Vistula, thúc đẩy người Marcomanni xâm lược Ý vào năm 166. Trong khi đó, người German, thông qua ảnh hưởng từ bảng chữ cái Ý, đã phát minh ra bảng chữ cái Runes của họ. 
Vào thế kỷ thứ 3, người Goth đã cai trị một khu vực rộng lớn ở phía bắc Biển Đen, từ nơi đó họ hoặc có thể vượt qua hạ lưu sông Danub hoặc di chuyển bằng đường biển, cướp bóc bán đảo Balkan và Anatolia xa tới tận Síp. Trong khi đó, sự lớn mạnh của liên minh giữa người Frank và người Alemanni đã phá vỡ các công sự biên giới và họ định cư dọc theo biên giới Rhine, xâm lược Gaul, Hispania và Ý xa tới tận Bắc Phi, trong khi cướp biển Saxon tàn phá vùng bờ biển Tây Âu. Sau khi người Hung trong thế kỷ thứ 4 xâm chiếm lãnh thổ của vua Goth Ermanaric, mà ở giai đoạn đỉnh cao của nó kéo dài từ sông Danub tới sông Volga và từ biển Đen đến biển Baltic, hàng ngàn người Goth bỏ chạy vào khu vực Balkan, đánh bại những người La Mã ở trận Adrianople và cướp phá thành Roma sau đó vào năm 410, trong khi hàng ngàn người German khác lại đang vượt qua sông Rhine.
Bắt đầu từ thế kỷ 1, thế giới Latinh biết đến các dân tộc này nhiều hơn, chủ yếu qua tác phẩm của nhà sử học Tacitus. Theo Tacitus, người German là các dân tộc thiện chiến. Vào thời Hậu Cổ đại (năm 300-600) và đầu thời Trung cổ. Các ngôn ngữ German trở nên phổ biến dọc theo biên giới La Mã (Áo, Đức, Hà Lan, Bỉ và Anh), nhưng ở phần còn lại của các tỉnh La Mã (phía tây), người German di cư tiếp nhận các phương ngữ Latinh (nhóm ngôn ngữ Rôman). Sự khác biệt ngày càng lớn về ngôn ngữ đã tách các cộng đồng dân cư thành 3 nhóm chính: nhóm German Đông, nhóm German Tây, và nhóm German Bắc.
Con cháu của các dân tộc này trở thành các nhóm dân tộc vùng Bắc Tây Âu như người Đan Mạch, Thụy Điển, Na Uy, Iceland, Đức, Hà Lan, Anh, và người Frisia.
Tất cả các dân tộc German cuối cùng đã được Kitô hóa ở nhiều mức độ khác nhau. Các dân tộc này đã đóng một vai trò lớn trong sự biến đổi Đế quốc La Mã thành châu Âu thời Trung cổ, và họ đóng góp vào sự phát triển một nền văn hóa, lịch sử, và bản sắc chung vượt qua các biên giới về ngôn ngữ. Người German cũng góp phần thành lập nước Đức.